# Pedro Rogery
Pedro Rogery, född 28 november 1998, är en bissauguineansk simmare.

## Karriär
Vid VM 2023 i Fukuoka slutade Rogery på 116:e plats på 50 meter frisim och på 115:e plats på 100 meter frisim. Vid afrikanska spelen 2023 i Accra, som arrangerades 2024, tävlade han i både 50 och 100 meter frisim. Vid VM 2024 i Doha slutade Rogery på 115:e plats på 50 meter frisim och blev diskvalificerad på 100 meter frisim.
Rogery tävlade för Guinea-Bissau vid olympiska sommarspelen 2024 i Paris, där han blev utslagen i försöksheatet på 50 meter frisim och slutade på totalt 66:e plats. Rogery skulle tävlat i både 50 och 100 meter frisim vid kortbane-VM 2024 i Budapest, men startade inte i någon av grenarna.